# Геппі Гоган
Гарольд Джозеф Геппі Гоган (англ. Harold Joseph Happy Hogan), знаніший як Геппі Гоган (англ. Happy Hogan) — персонаж коміксів про Залізну людину, які випускає видавництво Marvel Comics.

## Біографія
Геппі — колишній боксер, який покінчив з боксом через низку програних боїв і влаштувався на роботу до Тоні Старка, який став йому близьким другом після того, як Гоган врятував Старку життя. Вперше з'явився в 45-му випуску коміксу «Tales of Suspense» у вересні 1963 року. Через деякий час у 70-му випуску коміксу «Tales of Suspense», що вийшов в жовтні 1965 року, Геппі дізнається про те, що Тоні і є Залізна людина.

## Інші версії

### Телебачення
- Геппі Гоган, озвучений Полом Соулзом[en], з'являється нарівні з іншими персонажами коміксів про Залізну людину в присвячених Тоні Старку епізодах мультиплікаційного серіалу «Супергерої „Марвел“», що виходив у 1966 році.
- У мультиплікаційному серіалі «Залізна людина: Пригоди в броні» Геппі Гогана показано високим, м'язистим, надто збудливим і досить тупим спортсменом-баскетболістом. В оригінальній англомовній озвучці Гоган говорить голосом канадського актора Елістера Ейбелла[en].

### Кіно

#### Кіновсесвіт Marvel
- У трилогії про Залізну людину Геппі Гоган грає Джон Фавро, що одночасно є режисером перших двох фільмів цієї серії. За сюжетом Геппі Гоган — охоронець, особистий шофер і друг Тоні Старка, а пізніше — начальник охорони Старк Індастріс.
- Джон Фавро повернувся до ролі Гогана у фільмі «Людина-павук: Повернення додому», де став куратором юного супергероя Людини-павука.